# Kohei Tokita
Kohei Tokita (Tokio, 16 maart 1986) is een Japans voetballer.

## Carrière
Kohei Tokita speelde tussen 2008 en 2010 voor Omiya Ardija. Hij tekende in 2010 bij Oita Trinita.